# 竹子池
竹子池是一个位于中国江西省上饶市的淡水湖，面积约为2.01平方千米，属于长江区。它的一级流域为长江流域，二级流域为长江干流水系。